# Anders Andersson i Klådde
Anders Andersson (i riksdagen kallad Andersson i Klådde), född 28 februari 1809 i Hovs socken, Älvsborgs län död 20 augusti 1866 i Hovs församling, var en svensk riksdagsman i bondeståndet.
Andersson var vald för Ås och Gäsene härader av Älvsborgs län för riksdagen 1853–1854 men valet upphävdes av Kunglig majestät 15 november 1853. Andersson lämnade riksdagen 30 november 1853. Kunglig majestäts Högsta domstol underkände valet av Andersson då det inte följt riksdagsordningens bestämmelser. Andersson ersattes av Gabriel Andersson i Falskog.